# NK Lučki Radnik Rijeka
NK Lučki radnik je bio nogometni klub iz Rijeke osnovan pod kraljevinom Italijom 1929. godine u gradu Rijeci.
Klub je do 1943. bio poznat pod imenom Gruppo Sportivo Magazzini Generali Fiume (ili samo Magazzini Generali). Klub se obnavlja tek 1946. pod novim imenom FD Javna Skladišta, u skladu s jugoslavenskim zakonom koji zahtijeva da svi sportski klubovi nastave djelovati kao sekcije gradskih fiskulturnih društava. 1951. društvo mjenja ime u NK Lučki Radnik i s tim imenom nastavlja igrati sve do 2015. godine, kad zbog finacijski problema ide u stečaj i postaje NK Doker Rijeka. Trenutno boravi u hrvatskim amaterskim ligama.

## Vanjske poveznice
- nkluckiradnik.hr  Arhivirana inačica izvorne stranice od 22. srpnja 2016. (Wayback Machine)
- Nogometni leksikon